# 65 до н. е.

## Події
У відповідь на незаконне використання громадянських прав іноземцями, Римський Сенат затвердив закон Папія (Lex Papia), за яким всі іноземці висилалися з Риму.

## Народились
8 грудня — Горацій, давньоримський поет.

## Померли
- Луцій Анней Сенека (4 до н. е. — 65) — давньоримський філософ, поет, державний діяч і оратор. Син філософа Сенеки Старшого. Дядько поета Лукана.
- Марк Анней Лукан (39, Кордова — 65, Рим) — римський поет, найвидатніший римський епік після Вергілія.